# Чжан Хун
Чжан Хун (кит. упр. 张虹, пиньинь Zhāng Hóng, род. 12 апреля 1988 года) — китайская конькобежка, олимпийская чемпионка 2014 года на дистанции 1000 метров. Первая в истории олимпийская чемпионка по конькобежному спорту из Китая.

## Биография
Чжан Хун начала кататься на коньках в 1995 году в Харбине. Из-за её слабого здоровья родители записали её в школу шорт-трека в возрасте 7-ми лет. В 2000 году 12-летняя Чжан присоединилась к муниципальной команде Харбина. Она выиграла национальный чемпионат Китая по шорт-треку, но из-за того что стала высокой, в 2008 году перешла в конькобежный спорт.
В сезоне 2010/2011 дебютировала в Кубке мира. В декабре 2010 года заняла 3-е место на дистанциях 500 и 1000 м, а в январе 2011 года дебютировала на чемпионате мира в спринтерском многоборье, где заняла 9-е место в классификации. В марте на чемпионате мира в Инцелле заняла 5-е место в беге на 500 м и 7-е на 1000 м. В сентябре того года Чжан Хун присоединилась к профессиональной спортивной команде Народно-освободительной армии Китая (НОАК), также известной как "Team Bayi". 
В январе 2012 года она выиграла 12-й чемпионат Зимних национальных игр в спринтерском многоборье. На чемпионате мира в спринтерском многоборье в Калгари заняла 3-е место. В ноябре и декабре 2012 года Чжан дважды заняла 2-е место в беге на 1000 м и выиграла на этапе в Харбине. А через 2 недели на чемпионате Азии выиграла на дистанции 1000 м и заняла 2-е место на 500 м. В 2013 году стала чемпионкой Китайских Национальных Зимних Игр, выиграв "золото" в беге на 1000 м и "серебро" в беге на 500 м.
В январе 2014 года она вновь стала первой и второй на дистанциях 1000 и 500 м на чемпионате Азии и на чемпионате мира в Нагано заняла 2-е место в многоборье. На зимних Олимпийских играх в Сочи 2014 года Чжан выступала в 7-й паре и первенствовала на дистанции 1000 метров со временем 1:14,02 секунды, принеся своей стране первое олимпийское золото в конькобежном спорте. На дистанции 500 м она заняла 4-е место.
На чемпионате Азии 2015 года была победительницей на обеих спринтерских дистанциях. В сезоне 2015/16 Чжан выиграла "серебро" в общем зачёте Кубка мира на дистанции 500 м. На чемпионате мира в Астане поднялась на 5-е место в общей классификации. Но уже в январе 2016 года на 13-х Национальных зимних играх выиграла соревнования  на дистанциях 500 м, 1000 м, 1500 м, а в феврале на чемпионате мира в Коломне заняла 3-е место в забеге на 500 м.
В октябре 2016 года у неё начались проблемы с хрящом в правом колене, которые переросли в хроническую травму. К 2018 году у неё также возникли проблемы с левым коленом. В 2017 году зимних Азиатских играх в Саппоро Чжан выиграла бронзовые медали на дистанциях 1000 и 1500 м. В феврале 2018 года Чжан участвовала второй раз на зимних Олимпийских играх в Пхёнчхане и заняла только 15-е место на дистанции 500 м и 11-е на 1000 м. В том же году она завершила карьеру спортсменки.

## Карьера в МОК
В 2018 году стала членом Международного олимпийского комитета, войдя в комиссию спортсменов МОК, где она была единственной, кто занимался конькобежным спортом. В 2020 году Чжан была назначена председателем недавно сформированной Координационной комиссии МОК по проведению 4-х зимних юношеских Олимпийских игр, которые пройдут в Канвондо, Южная Корея, в 2024 году. В феврале 2022 года на открытии зимних Олимпийских играх в Пекине была в шестёрке спортсменов, несущих олимпийский флаг. В сентябре 2022 года Чжан была избрана в Совет спортсменов Всемирного антидопингового агентства (ВАДА).

## Личная жизнь
Чжан Хун в возрасте 15 лет с ростом 1,74 метра неоднократно получала приглашения от моделей и агентств. У неё тонкие черты лица и высокая фигура. Она изучала юриспруденцию в Харбинском университете науки и технологий. Чжан написала книгу о зимних видах спорта, которая была опубликована в Китайской Народной Республике. Её хобби - просмотр фильмов, прослушивание музыки, чтение английских книг, путешествия.

## Награды
- 2014 год — награждена Трудовой медалью 1 мая и Молодежной медалью 4 мая правительством провинции Хэйлунцзян.
- 2015 год — названа лучшей спортсменкой 2014 года в Китайской Народной Республике на церемонии, организованной CCTV.
- 2020 год - награждена молодежной премией Китая.